# Heike Lehmann
Heike Lehmann (Neustrelitz, 29 marzo 1962) è un'ex pallavolista tedesca, nel ruolo di schiacciatrice, vincitrice della medaglia d'argento olimpica ai Giochi Olimpici di Mosca del 1980 e della medaglia d'oro all'europeo 1983.

## Biografia
Barbara nasce a Neustrelitz, in Germania.

## Carriera

### Nazionale
Con la nazionale della Germania dell'Est riesce a laurearsi vicecampione olimpico alle Olimpiadi del 1980, disputatesi a Mosca.
Nel decennio successivo ottiene due medaglie all'europeo, una d'oro e una d'argento, rispettivamente nel 1983 e nel 1985.